# Jiquilisco (miasto)
Jiquilisco – miasto w południowym Salwadorze, w departamencie Usulután, położone około 15 km na zachód od stolicy departamentu - miasta Usulután. Około 7 km na południe od miasta znajduje się portowe miasteczko Puerto El Triunfo, położone nad zatoką Jiquilisco.
Ludność (2007): 20,3 tys. (miasto), 47,8 tys. (gmina).
Na wschód od miasta znajduje się port lotniczy Casas Nuevas.